# Enrico Boniforti
Enrico Boniforti (Saronno, Provincia de Varese, Italia, 7 de diciembre de 1917 - Saronno, Provincia de Varese, Italia, 18 de octubre de 1991) fue un futbolista italiano. Se desempeñaba en la posición de defensa. Su hermano Arturo también fue futbolista.

## Clubes
| Club            | País   | Año         |
| --------------- | ------ | ----------- |
| A. S. Varese    | Italia | 1937 - 1939 |
| A. C. Milan     | Italia | 1939 - 1943 |
| A. S. Varese    | Italia | 1944        |
| U. S. Cremonese | Italia | 1945 - 1947 |
| U. S. Palermo   | Italia | 1947 - 1950 |
| Juventus F. C.  | Italia | 1950 - 1952 |
| A. S. Lucchese  | Italia | 1952 - 1954 |

## Palmarés

### Campeonatos nacionales
| Título  | Club           | País   | Año     |
| ------- | -------------- | ------ | ------- |
| Serie B | U. S. Palermo  | Italia | 1947-48 |
| Serie A | Juventus F. C. | Italia | 1951-52 |